# Bandera d'Angola
La bandera d'Angola està dividida horitzontalment en dues meitats, una franja superior vermella i una part inferior negra.

## Disseny
El color roig simbolitza la sang vessada pel poble durant la lluita per la independència i el color negre simbolitza el continent africà. El símbol que ocupa el centre de la bandera està compost d'una roda dentada, que representa als treballadors i la producció industrial, entrecreuada amb un matxet, símbol de la pagesia, la producció agrícola i la lluita armada, i una estrella, que simbolitza la solidaritat internacional i el progrés. El color groc de la roda, el matxet i l'estrella evoca les riqueses del país.
|             | Vermell     | Groc       | NNegre          |
| ----------- | ----------- | ---------- | --------------- |
| CMYK        | 20/100/90/0 | 0/15/100/0 | 10/10/10/100    |
| Pantone     | 186 C       | 116 C      | Process Black C |
| RGB         | 204/9/47    | 255/203/0  | 0/0/0           |
| Hexadecimal | #C8102E     | #FFCD00    | #000000         |

## Història
La bandera va ser dissenyada per Henrique Onambwé. El procés de tallar i cosir la primera versió de la senyera el van fer Joaquina, Ruth Lara i Cici Cabral l'11 de novembre de 1975.
La bandera angolesa es basa en la bandera del Moviment Popular per a l'Alliberament d'Angola (MPLA), que va lluitar contra el domini colonial portuguès i va sorgir com el partit governant d'Angola després de la Guerra Civil angolesa. La bandera de l'MPLA és similar a la bandera d'Angola però presenta una estrella en lloc de l'emblema central.
L'any 2003, la Comissió Constitucional del Parlament de l'Assemblea Nacional (Parlament d'Angola) va proposar una nova bandera més "optimista", però no va ser aprovada. El disseny del sol al mig vol recordar les pintures rupestress trobades a la cova de Tchitundo-Hulu. La bandera va mantenir les mateixes proporcions de bandera de 2:3.